# El trio en mi bemoll
El trio en mi bemoll (títol original en portuguès, O trio em mi bemol) és una pel·lícula dramàtica portuguesa dirigida per Rita Azevedo Gomes. Aquesta pel·lícula ha estat subtitulada en català.
La pel·lícula es va estrenar en la secció oficial (competència internacional) de la 37a edició del Festival Internacional de Cinema de Mar del Plata.

## Sinopsi
Entre xerrades sobre amors i música clàssica, en Paul i l'Adélia recorden el seu passat com a parella i deixen al descobert tot allò que els va unir i, sobretot, les diferències que van provocar l'abrupte final. Però les trobades comencen a ser interrompudes pel rodatge d'una pel·lícula sobre la suposada fictícia parella. La presència del director revela un artifici que tendeix a diluir-se en l'espectador, seqüència rere seqüència, gràcies a les hipnòtiques converses entre en Paul i l'Adélia.

## Repartiment
- Pierre Léon com Paul
- Rita Durão com Adélia
- Ado Arrieta com Jorge